# ジャロン・ラニアー
ジャロン・ゼペル・ラニアー (英語: Jaron Zepel Lanier [ˈdʒeɪrɪn lɪˈnɪər]、1960年5月3日 - ) はアメリカの計算機科学者、視覚芸術者、計算機科学哲学作家、未来派主義者、クラシック音楽作曲家である。バーチャル・リアリティ分野の創始者と考えられている。

1985年にアタリを退社したラニアーとトーマス・ジマーマンはVPLリサーチを設立した。同社はVRゴーグルとデータグローブを販売した最初の企業となった。1990年代後半にはラニアーはInternet2の応用を模索し、2000年代にはシリコングラフィックスや諸大学の客員教授を務めた。 2006年にはマイクロソフトで勤め始め、2009年にはマイクロソフトリサーチの学際的科学者となっている。
ラニアーは現代クラシック音楽を作曲し、珍しい楽器を収集している(そのコレクションは千から二千にもなるという)。彼の音楽アルバムの１つ「インストゥルメンツ・オブ・チェンジ」(1994年)では、アジアの管楽器や弦楽器が用いられている。
2005年にフォーリン・ポリシーはラニアーをFPによる世界の思想家トップ100の一人に選出している。2010年にはタイム誌の世界で最も影響力のある100人に選出された。 2014にはプロスペクト誌もラニアーを世界の思想家トップ50の一人に選んだ。2018年にはWired誌もラニアーを過去25年間に技術の歴史上で最も影響力を及ぼした25人の一人に選んでいる。

## 作品

### クラシック音楽
- 「インストゥルメンツ・オブ・チェンジ」(1994年)[8] ポイント・ミュージック/フィリップス・レコード/ポリグラム

### ビデオゲーム
- Alien Garden (Atari800(1982年)(デザインはBernie De Kovenが担当)[9]
- Moondust (コモドール64, 1983年)

### 著書
- Information Is an Alienated Experience, Basic Books, 2006年, ISBN 0-465-03282-6
- You Are Not a Gadget: A Manifesto,[10] New York : Alfred A. Knopf, 2010年, ISBN 978-1-84614-341-0
- Who Owns the Future?, San Jose : Simon & Schuster, UK : Allen Lane, 2013年, ISBN 978-1-846145223
- Dawn of the New Everything: Encounters with Reality and Virtual Reality, New York: Henry Holt and Co., 2017年, ISBN 9781627794091
- 「今すぐソーシャルメディアのアカウントを削除すべき10の理由」(Ten Arguments for Deleting Your Social Media Accounts Right Now), New York: Henry Holt and Co., 2018年, ISBN 978-1-250-19668-2(逐語訳版が亜紀書房より出版されている。ISBN 978-4-7505-1584-7[11])

## 関連文献
- Rosenbaum, Ron (January 2013). “The spy who came in from the cold 2.0”. Smithsonian 43 (9):  24–28 2016年3月25日閲覧。. (Smithsonian often changes the title of a print article when it is published online. This article is titled "What turned Jaron Lanier against the web?" online.)
- Dowd, Maureen (2017年11月8日). “Soothsayer in the Hills Sees Silicon Valley's Sinister Side”. New York Times 2017年11月14日閲覧。